# عربی وهرانی
عربی وهرانی یا عربی الجزایری غربی یک زنجیره گویشی عربی هلالی است که بیشتر در وهران الجزایر رایج است.
این گویش در واقع گویش غربی عربی الجزایری است که خود شاخه‌ای از عربی مغربی به‌شمار می‌رود و بسیار از بربری و اسپانیایی تأثیر پذیرفته‌است. این گویش همچنین دارای واژگان مشترک بسیاری با زبان مالتی و عربی تونسی است. این گویش بیرون از الجزایر نیز به دلیل موسیقی فولکلور رای از دهه ۱۹۹۰ میلادی شناخته شده‌است.